# Eredivisie 2015-2016 (calcio femminile)
L'edizione 2015-2016 è stata la sesta dell'Eredivisie, la massima serie a carattere professionistico del campionato olandese femminile di calcio. Il torneo, che prese il via il 21 agosto 2015 e si concluse il 20 maggio 2016, tornò ad essere disputato dopo tre stagioni durante le quali era stato sostituito dalla BeNe League, competizione mista belga e olandese. L'Eredivisie venne riattivata per la stagione 2015-2016 dopo la soppressione della stessa BeNe League.
Il campionato è stato vinto dal Twente, al secondo titolo di Eredivisie, nonché quarto titolo consecutivo di campione dei Paesi Bassi, includendo anche i tre precedenti successi in BeNe League, per la migliore differenza reti rispetto all'Ajax col quale aveva chiuso a pari punti in classifica.

## Stagione

### Novità
Rispetto all'edizione 2011-2012, Utrecht e VVV-Venlo avevano sciolto la squadra femminile. Il numero di squadre partecipanti rimase pari a sette, visto che vennero iscritte anche Ajax e PSV. A partire dalla stagione 2015-2016 la squadra del PSV/FC Eindhoven venne integrata completamente nel Philips Sport Vereniging.

### Formato
Le sette squadre partecipanti si sono affrontate in un doppio girone all'italiana, per un totale di 24 giornate. La squadra prima classificata veniva dichiarata campione dei Paesi Bassi e veniva ammessa alla UEFA Women's Champions League per la stagione successiva. Non erano previste retrocessioni.

## Squadre partecipanti
| Club         | Città      | Stadio                          | Stagione precedente      |
| ------------ | ---------- | ------------------------------- | ------------------------ |
| ADO Den Haag | L'Aia      | Cars Jeans Stadion              | 4º posto in BeNe League  |
| Ajax         | Amsterdam  | Complesso sportivo De Toekomst  | 3º posto in BeNe League  |
| Heerenveen   | Heerenveen | Complesso sportivo Skoatterwâld | 10º posto in BeNe League |
| PEC Zwolle   | Zwolle     | IJsseldelta Stadion             | 12º posto in BeNe League |
| PSV          | Eindhoven  | Jan Louwers Stadion             | 5º posto in BeNe League  |
| Telstar      | Velsen     | Stadio Rabobank IJmond          | 6º posto in BeNe League  |
| Twente       | Enschede   | De Grolsch Veste                | 2º posto in BeNe League  |

## Classifica finale
|       | Pos. | Squadra      | Pt | G  | V  | N | P  | GF | GS | DR  |
| ----- | ---- | ------------ | -- | -- | -- | - | -- | -- | -- | --- |
| [ 8 ] | 1.   | Twente       | 56 | 24 | 18 | 2 | 4  | 79 | 21 | +58 |
|       | 2.   | Ajax         | 56 | 24 | 17 | 5 | 2  | 46 | 11 | +35 |
|       | 3.   | PSV          | 45 | 24 | 14 | 3 | 7  | 57 | 35 | +22 |
|       | 4.   | ADO Den Haag | 34 | 24 | 10 | 4 | 10 | 45 | 42 | +3  |
|       | 5.   | Telstar      | 20 | 24 | 6  | 2 | 16 | 33 | 79 | -46 |
|       | 6.   | Heerenveen   | 17 | 24 | 4  | 5 | 15 | 21 | 54 | -33 |
|       | 7.   | PEC Zwolle   | 11 | 24 | 2  | 5 | 17 | 28 | 67 | -39 |

Legenda:
      Campione dei Paesi Bassi e ammessa alla UEFA Women's Champions League 2016-2017.
Regolamento:
Tre punti a vittoria, uno a pareggio, zero a sconfitta.

## Risultati
|              | ADO  | ADO  | Aja  | Aja  | Hee  | Hee  | PEC  | PEC  | PSV  | PSV  | Tel  | Tel  | Twe  | Twe  |
| ------------ | ---- | ---- | ---- | ---- | ---- | ---- | ---- | ---- | ---- | ---- | ---- | ---- | ---- | ---- |
| ADO Den Haag | –––– | –––– | 1-2  | 0-2  | 2-0  | 3–0  | 1-1  | 3-2  | 5-1  | 2-1  | 4-3  | 1-2  | 0-2  | 1-0  |
| Ajax         | 0-0  | 1-0  | –––- | –––– | 4-1  | 1–0  | 1-0  | 3-0  | 1-0  | 1-0  | 4-1  | 5-0  | 1-1  | 1-1  |
| Heerenveen   | 1-1  | 0-3  | 0-4  | 0-0  | –––– | –––– | 1-1  | 3-0  | 1-1  | 1-2  | 2-3  | 2-1  | 1-3  | 0-5  |
| PEC Zwolle   | 5-5  | 0-4  | 0-1  | 1–3  | 1-2  | 2-3  | –––– | –––– | 1-4  | 0-3  | 1-2  | 2-2  | 0-7  | 0-3  |
| PSV          | 4-1  | 2-1  | 1-3  | 0-0  | 3-1  | 6-0  | 5-2  | 2-2  | –––– | –––– | 9-2  | 3-1  | 2-1  | 2-0  |
| Telstar      | 3-2  | 0-3  | 0-5  | 0-1  | 1-1  | 2-1  | 3-1  | 1-3  | 1-2  | 1-2  | –––– | –––- | 1-7  | 2-4  |
| Twente       | 3-1  | 7–1  | 3-2  | 1-0  | 3-0  | 2-0  | 4-1  | 1-2  | 3-2  | 4-0  | 6-0  | 8-1  | –––– | –––– |

## Statistiche

### Classifica marcatrici
| Gol |  |  | Giocatore             | Squadra      |
| --- |  |  | --------------------- | ------------ |
| 20  |  |  | Jill Roord            | Twente       |
| 17  |  |  | Ellen Jansen          | Twente       |
| 13  |  |  | Renate Jansen         | Twente       |
| 11  |  |  | Lineth Beerensteyn    | ADO Den Haag |
| 11  |  |  | Vanity Lewerissa      | PSV          |
| 9   |  |  | Nadia Coolen          | PSV          |
| 9   |  |  | Myrthe Moorrees       | PSV          |
| 8   |  |  | Eshly Bakker          | Ajax         |
| 8   |  |  | Maayke Heuver         | Twente       |
| 8   |  |  | Babiche Roof          | Telstar      |
| 8   |  |  | Shanice van de Sanden | Twente       |